# 青岛天后宫
青岛天后宫（青岛市民俗博物馆）位于中国山东省青岛市市南区太平路19号，创建于明成化三年（1467年），现有建筑群为明清砖木结构，为青岛市区中现存最早并且唯一保存至今的古建筑。

## 历史
在青岛建置之前，天后宫所在的前海一带原为渔民们晒网捕鱼的地方，当时出现了较大的村庄青岛村和会前村，天后宫即为青岛村（其名源于海中的岛屿小青岛）的一部分，附近的居民以渔民、艄公和商人为主。明代中期，附近的渔船码头青岛口（即今天的栈桥海面）海上航运业逐渐开放，随着与江浙闽粤贸易的发展，福建一带的天后信仰也传播到青岛。在青岛曾经兴建过三座天后宫，但位于沧口的天后宫现已不存，位于沙子口的已无祭祀功能，成为一般民居。
位于青岛口的这座天后宫初建时称为天妃宫，当地百姓则称之为“中国大庙”，为当地渔民商贾等供祀“天后圣母”、祈祷航运和生活平安的场所，奉道教全真随山派，20世纪20年代时其主持道人曾与崂山太清宫同属一派。早期的建筑仅由正殿圣母殿三间和龙王府、督财府两座配殿组成，经明、清、民国的七次维修扩建后达到现有规模（其中以清雍正十一年和光绪二十四年的修扩规模较大），在天后宫山门内存有两块清同治年间的石碑，分别为同治四年（1865年）的《募建戏楼碑记》和同治十三年（1874年）的《修庙碑记》，记述了当时重修天后宫的情景，也是了解青岛历史的重要资料。
自同治四年（1865年）大戏楼重建以后，天后宫逐渐成为青岛口居民的一处文娱场所，在青岛村人士胡存约的《海云堂随记》中，曾经多次提及光绪年间天后宫所举办的庙会，当时附近一带的商家每年的农历正月初一、十五以及三月十五都要在天后宫上香叩拜，此时庙中香火最盛，并设台唱戏，吸引了周边大量的村民。另外在正月期间天后宫也举办大量的曲艺和民间杂技表演。
1897年德意志帝国建置青岛，自青岛火车站至汇泉的前海一带在新的城区规划被定为青岛区，大片原有的村庄被拆除，而天后宫亦被列入拆除的计划，但因受到民众的强烈反对而放弃，其后总督府又计划将天后宫迁往中国人居住的鲍岛区，亦因德日易帜而未及实施。
1949年后青岛天后宫为文博单位管理使用，多次用于筹办文物展览。文革期间曾被市南“文攻武卫”抢占，戏楼的双层飞檐被锯掉，其琉璃瓦和灰瓦被替换为水泥瓦，钟楼、鼓楼与殿内的神像也遭到破坏。1998年12月修复开放，辟为青岛市民俗博物馆，成为一处集天后文化、海洋文化和民俗文化于一体的人文景观。

## 建筑
该建筑坐北朝南，分为两进庭院，布局采用中国古典的轴线式，包含正殿、东西配殿、左右厢房、大戏楼、钟鼓楼及附属建筑，殿宇共计16栋80余间。除戏楼为琉璃瓦盖顶外，其它建筑物均采用清水墙、小灰瓦，并点染有苏式彩画，在青岛地区现存的古建筑中，其建筑艺术和彩绘艺术均为首屈一指。
大戏楼临太平路，为两层楼阁式，面阔三间，重檐歇山顶，下设大门，匾额书有“慈云普被”四字，为1940年商会大盐商丁敬臣所置，门前设有一把大旗杆和一对石狮，二楼原悬有花岗岩石刻立匾“天后宫”，左、右、上均有二龙戏珠浮雕，下部采用波浪式房檐，寓意进得门来应无“戏檐（戏言）”。过戏楼两侧为钟楼、鼓楼及东西厢房，庭院中植有两株大桂花树，因花为朱红色而称为“朱砂桂”，每至中秋节前后满院桂花飘香，吸引了大量游人前来观赏。通过山门进入二进院落，庭院中有一雌一雄两株大银杏树，传为清雍正十一年（1733年）重修大殿时所植。其后为供奉天后的正殿，面阔三间，单檐硬山顶，悬有雍正帝御笔赐匾“神昭海表”（原匾已散佚，现有牌匾复制自福建湄州妈祖庙），殿内的妈祖像由整条樟木刻成，高2.8米，两侧塑有护将千里眼和顺风耳。东西配殿为龙王府、督财府，两边厢房则用于民俗博物馆的相关展出，其内容包括天后文化，民间工艺品和民风民俗等。

## 图集
- 天后宫历史照片，南面，青岛德占时期
- 天后宫历史照片，西面，青岛德占时期
- 天后宫历史照片，北面，青岛德占时期
- 天后宫历史照片，妈祖像，青岛德占时期
- 大戏楼外侧，2016年9月（下同）
- 大戏楼内侧
- 山门外侧
- 正殿
- 正殿内妈祖像
- 正殿梁架
- 龙王庙
- 龙王庙梁架